# Renato Prunas
Renato Prunas (Cagliari, 21 giugno 1892 – Il Cairo, 25 dicembre 1951) è stato un diplomatico italiano, segretario generale del Ministero degli affari esteri dal 1943 al 1946.

## Biografia

### L'ingresso in diplomazia e i primi incarichi diplomatici
Nacque a Cagliari da una nobile famiglia sarda. Laureatosi nella sua città nel 1915, svolse, in gioventù, attività di giornalista e critico letterario. Entrò in diplomazia nel 1923, a seguito di regolare concorso; fu inviato a Vienna, Londra e a Ginevra presso la Società delle Nazioni. Nel 1937 fu promosso Consigliere di legazione ed inviato a Parigi, quale Incaricato d'affari dell'ambasciata italiana presso il governo francese. Da Parigi, Prunas riferì al ministro degli esteri Ciano circa l'intenzione della Francia di normalizzare i rapporti con l'Italia, divenuti tesi dopo le vicende della guerra civile spagnola.
Richiamato in Italia nel febbraio 1939, Prunas fu promosso ministro plenipotenziario di II classe e nominato direttore generale per gli affari transoceanici; in tale veste espresse più volte l'opinione contraria all'ingresso dell'Italia in guerra. Tra il maggio e l'ottobre 1943, Prunas fu inviato a Lisbona quale ministro d'Italia.

### Prunas segretario generale di un ministero inesistente

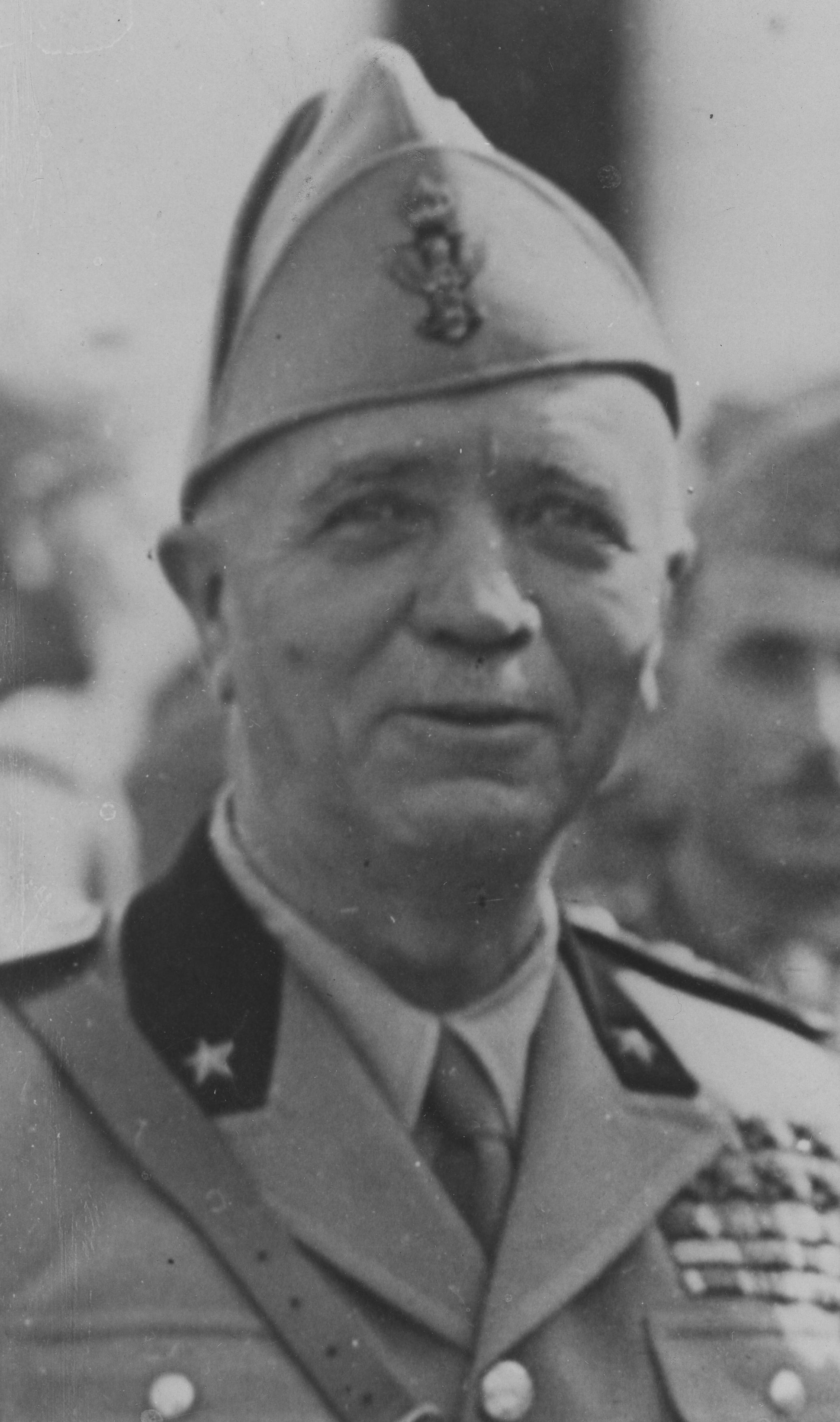
Pietro Badoglio, capo del governo nel 1943-44

Dopo l'8 settembre 1943, il maresciallo Badoglio convocò Renato Prunas, che giunse a Brindisi fortunosamente via Algeri, e lo nominò segretario generale del Ministero degli affari esteri in sostituzione di Augusto Rosso, collocato a riposo. Nell'assenza del ministro Raffaele Guariglia, rimasto a Roma per tutto il periodo dell'occupazione tedesca, Prunas può obiettivamente considerarsi il fondatore della politica estera italiana dopo il fascismo. Due furono i problemi che il diplomatico sardo tentò di risolvere: costruire un clima di solidarietà dei Paesi alleati verso l'Italia, al fine di mitigare le dure condizioni dell'armistizio di Cassibile, e riorganizzare le strutture del Ministero e delle sedi diplomatiche italiane all'estero.
Gli anglo-americani avevano creato una Commissione alleata di controllo per governare l'Italia, ma i rappresentanti dell'URSS, del Consiglio di Liberazione Nazionale della resistenza francese, della Grecia e della Jugoslavia, facevano soltanto parte di un Comitato consultivo affiancato alla Commissione. Prunas intuì il malcontento di De Gaulle e dell'Unione Sovietica, che consideravano tale assetto una dimostrazione di diffidenza degli anglo-americani nei loro confronti.

### L'artefice dei primi successi della diplomazia nel secondo dopoguerra

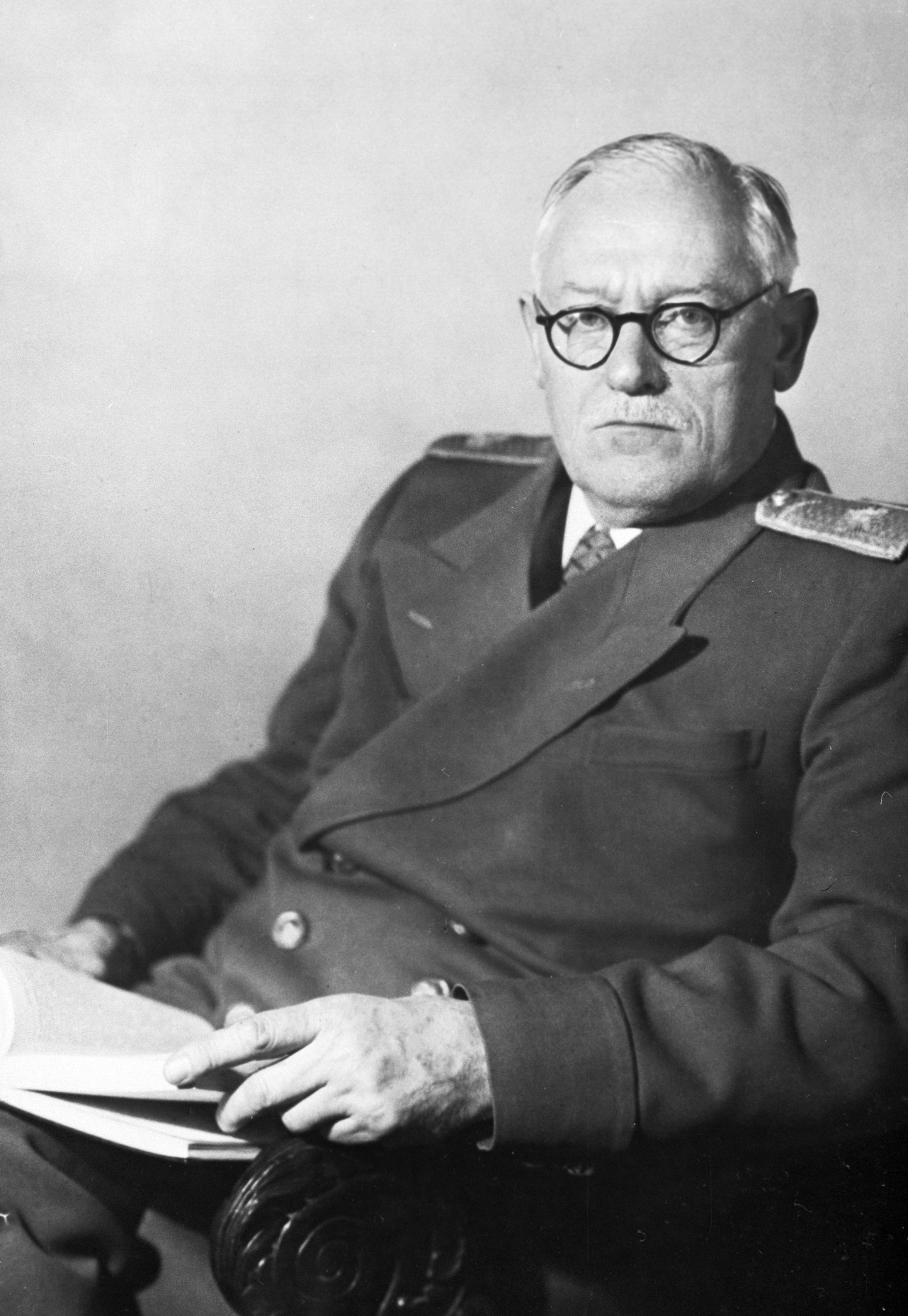
Andrej Vyšinskij, rappresentante dell'URSS

Riuscì quindi ad ottenere un colloquio segreto, anche se in forma ufficiale, con Andrej Vyšinskij rappresentante dell'URSS nel comitato. Al primo colloquio (Napoli, gennaio 1944), ne seguì un secondo, dopo breve tempo, a Salerno. Inizialmente lo interpellò in merito alla sorte dei prigionieri italiani reduci dalla rovinosa spedizione al fronte orientale, affidò alla «cura e protezione sovietica gli edifici, beni e interessi italiani in Russia», chiese di «spendere una buona parola presso le Autorità nipponiche» per cercare di alleviare le «disumane condizioni» in cui versavano i diplomatici italiani a Tokio e a Shanghai, e comunicò che da parte del governo Badoglio non vi era «alcuna obiezione o difficoltà» a permettere il rimpatrio di Palmiro Togliatti, capo del Partito Comunista Italiano in esilio. Rilevò inoltre che Vyšinskij non mostrò «eccessivo interesse alla sorte dei comunisti italiani rifugiati in Russia di cui, come noto, oltre centocinquanta sono stati esiliati in Siberia durante il periodo trozkista».
A seguito di tali trattative, il 14 marzo 1944, ebbero inizio le relazioni diplomatiche tra l'Italia e l'Unione Sovietica; immediatamente dopo ci fu il ritorno di Palmiro Togliatti in Italia e l'iniziativa politica di quest'ultimo che condusse alla svolta di Salerno (aprile 1944), cioè il compromesso tra partiti antifascisti, monarchia e Badoglio, per la formazione di un governo di unità nazionale con la partecipazione dei rappresentanti delle forze politiche presenti nel Comitato di Liberazione Nazionale, accantonando temporaneamente la questione istituzionale. Fu il primo successo della politica estera italiana post-fascista.
Prunas contattò anche il commissario agli esteri del Consiglio di Liberazione Nazionale francese, René Massigli, ed ebbe un colloquio con il generale De Gaulle (Napoli, 1º luglio 1944), rappresentandogli la disponibilità dell'Italia ad avere rapporti diretti con la Francia Libera, senza la mediazione della Commissione alleata di controllo.
Inoltre, quando ebbe fine la direzione "ad interim" del Ministero degli esteri, da parte dei presidenti del Consiglio, Prunas era già in grado di proporre al ministro incaricato, De Gasperi (governo Bonomi III), la nomina dei rappresentanti diplomatici italiani a Washington, Londra, Parigi, Madrid, Ankara e Lisbona, dimostrando che i rapporti con gli ex-nemici ed i paesi neutrali si erano ormai normalizzati.
Alla fine del conflitto, Prunas non fu in grado di ottenere condizioni più favorevoli per quanto riguarda la fissazione della frontiera italo-jugoslava; ma fu il principale negoziatore (insieme a Roberto Gaja) degli accordi con lo Stato austriaco che, il 5 settembre 1946, condussero alla stipula del trattato De Gasperi-Gruber. Fu l'ultima trattativa che svolse in prima persona: il 25 novembre dello stesso anno fu avvicendato nell'incarico di segretario generale ed inviato come ambasciatore, prima in Turchia, poi in Egitto, dove si spense nel 1951, a soli 59 anni.